# Erika Eeckhaoudt
Erika Eeckhaoudt is een Belgisch voormalig volleybalster.

## Levensloop
Eeckhaoudt was actief in de eerste ploeg van Asterix Kieldrecht in seizoen 1994-'95. Met Asterix nam ze onder meer deel aan de eerste Europese campagne van de club in 1994-'95. Later was ze onder meer actief bij AVO Melsele. In 2000 zette ze een punt achter haar spelerscarrière op topsportniveau.
Haar zus Annick was eveneens actief in het volleybal.